# Концерт для фортепиано с оркестром № 4 (Сен-Санс)
Концерт для фортепиано с оркестром № 4 до минор, опус 44 — сочинение Камиля Сен-Санса, написанное в 1875 году и впервые исполненное автором в сопровождении Оркестра Колонна (дирижёр Эдуар Колонн) 31 октября того же года в Париже. Концерт посвящён Антону Доору. Первое издание вышло в 1877 году у Огюста Дюрана, в том же году опубликовано выполненное Габриэлем Форе переложение для двух фортепиано.

## Структура
Произведение имеет необычную структуру. Оно состоит из двух частей, в каждой из которых по два раздела:
- 1. Allegro moderato (тема и вариации в до миноре) ― Andante (медленная тема и вариации в ля-бемоль мажоре)

- 2. Allegro vivace (скерцо в до миноре) ― Andante (фугальная интермедия между разделами) ― Allegro (финал в до мажоре)

## Исполнительский состав
Концерт написан для фортепиано и оркестра, состоящего из 2 флейт, 2 гобоев, 2 кларнетов, 2 фаготов, 2 валторн, 2 труб, 3 тромбонов, литавр и струнных.